# Народна библиотека Милићи
Народна библиотека Милићи представља културну установу на простору општине Милићи као значајн фактор у култури и образовању на овим просторима. Библиотека се налази у улици Трг Српских ратника б.б. Ради у библиотечкој мрежи под контролом матичне библиотеке Народне библиотеке и музејске збирке Зворник у Зворнику.

## Историјат
Грађани Милића су своју прву јавну библиотеку добили тек 1979 године. Хронолошки гледано 21. децембра 1978. године, на Дан рудара, „Рудници боксита“ из Милића су отворили свој објекат намјењен култури - Дом рудара, у коме се налазио и простор предвиђен за библиотеку , површине 70 m2. Наредне године, на исти дан, библиотека је почела са радом , а звалча се се Библиотека рудника боксита – Милићи. Тако ће остати све до априла 2002. године када компанија Боксит, власништво над простором и књижним фондом преноси на Општину Милићи, а она пак оснива Народну библиотеку Милићи.
Од тада па до данас промјенило се много тога. Од библиотеке чији је књижни фонд био прилагођен првенствено потребама високостручног кадра из области рударства и енергетике , пажљиво ослушкујући потребе корисника и обазриво ширећи тематику покривену набављеним публикацијама, прерасли смо у установу која у потпуности задовољава потребе локалне заједнице у којој функционише.
Што се тиче садржаја и броја наслова у библиотеци чине их како литература која се огледа у лектирама и класичним насловима, као и белетристика која је у великом броју заступљена у библиотеци која прати свјетске наслове. До тих примјерака долази се путем поклона, размјене, планске набавке скоро искључиво базиране на жељама и укусима постојећих и потенцијалних корисника. Данас, послије дванаесет година од промјене власништва и намјене библиотеке, може да се каже да све младих посјећује библиотеку у намјери да прошире своје видике и знања, трагајући за добрим насловима, како стручне тако и блетристичне наслове. О томе говори и то да се фонд библиотеке увећао два и по пута, од 10.000 на 26.000 библиотечких јединица, као и његова структура у велкој мјери задовљава потребе и укусе грађана Милићи.
Народна библиотека Милићи остварује изузетно добри сарадњу са свим библиотекама на подручју своје матичности,а посебно са Матичном библиотеком у Зворнику. Та сарадња се одвија кроз стручну помоћ, разјмену информација, посјета културним догађајима и то чини један од низ облика сарадње.
Народна библиотека Милићи је веома активан учесник, а не ријетко и покретач многих културних догађања у Милићима, настављајући тако традицију Библиотеке рудника боксита. Није сувишно напоменути да се у биоскопској сали Дома рудара, под покровитељством Рудника боксита па самим тим и њихове библиотеке, одржала Оснивачка скупштина Удружења књижевника Српске 31. октобра 1993. године, као и Оснивачка скупштина Удружења ликовних умјетника Српске 12. априла 1994. године.
Водећа културно-забавна и спортска манифестација у нашем граду су “Августовски дани културе и спорта”, који се, како им само име каже, одржавају током цијелог августа. Не треба посебно наглашавати да је Народна библиотека Милићи како главни организатор, тако и суорганизатор свих културно-забавних приредби уприличених у оквиру ове манифестације. Као потврда тога нашла су се и признања додијељена од стране локалне заједнице.
Библиотечке јединице у Народној библиотеци Милићи су сложене по УДК систему, а приступ фондовима је слободан. Претраживање фондова олакшава формиран електронски каталог, како за монографске тако и за серијске публикације, који је увезан са базом корисника.
У библиотеци су запослена 4 радника: 2 књижничара, библиотекар и директор. Сви стручни радници су положили Стручне испите и редовно су присутни на свим образовним семинарима из области библиотекарства.

## Организација
Основне организационе јединице Библиотеке су:
- Дјечије одјељење
- Одјељење за одрасле

## Дјечије одјељење
Поред одјељења за старије грађане Милића ту је и дјечије одјељење које је недавно отворено. Дјечије одјељење садржи литературу прилагодљиву њиховом узрасту, а такође је осмишљен простор у коме дјеца бораве тако да постане топао кутак за учење и забаву кроз коју се постже бит радионица за овај узраст, а то је да дјеца развију сопствени и да стекну навику за читањем. Све то наравно не би донијело жељене резултате да се на полицама није нашла одговарајућа литература и остала забавно-едукативна средства.

## Галерија
- Спомен плоча оснивачкој скупштини Удружења ликовних умјетника Републике Српске и Републике Српске Крајине испред улаза у библиотеку.
- Спомен плоча оснивачкој скупштини Љекара Републике Српске испред улаза у библиотеку.
- Спомен плоча оснивачкој скупштини Удружења књижевника Српске испред улаза у библиотеку.